# JWH-161
JWH-161 je kanabinoidni derivat koji je hibrid između dibenzopiranskih "klasičnih" kanabinoidnih lekova i novijih indolnih derivata. JWH-161 ima CB1 Ki od 19,0 nM. U studijama na životinjama je utvrđeno da je malo slabiji od THC.